# 피터 클라크
피터 클라크(Peter Clack)는 AC/DC의 전 멤버로, 드러머이다.